# Латбери, Джеральд
Сэр Джеральд Уильям Латбери (англ. Sir Gerald William Lathbury; 14 июля 1906, Мурри, Пенджаб, Британская Индия — 16 мая 1978, Стартфилд Мортимер, Беркшир, Великобритания) — британский государственный и военный деятель, губернатор Гибралтара (1965—1969).

## Биография
Родился в семье военного, полковника Оскара Латбери. Окончил колледж Веллингтона и в Королевский военный колледж в Сандхёрсте. В 1926 г. поступил в легкую инфантерию Оксфордшира и Бакингемшира. В 1928—1932 годах — в Королевских западноафриканских пограничных войсках (Берег Слоновой Кости), в 1937—1938 годах прошёл переподготовку в штабном колледже Британской армии в Кемберли.
В начале Второй мировой войны служил в 3-м парашютном батальоне, 3-й парашютной бригаде. Затем стал командиром 1-й парашютной бригады в Северной Африке, принимал участие в Сицилийской операции. Был ранен в спину и оба бедра, за проявленный героизм был награждён крестом «За выдающиеся заслуги». Новое ранение он получил в ходе операции Голландской операции (1944), на этот раз оказался поврежден позвоночник и Латбери был временно парализован. Он был оставлен на попечении местной голландской семьи и стал военнопленным. Ему пришлось скрывать своё звание, выдавая себя за ефрейтора. По выздоровлении ему удалось бежать. Вместе с другими бывшими британскими военнопленными участвовал в побеге через Рейн, оказавшись в расположении 506-го парашютно-пехотного полка 101-й воздушно-десантной дивизии.
После окончания Второй мировой войны он уехал на несколько лет в Палестину. В 1948 г. был назначен командующим 16-й воздушно-десантной дивизией, а в 1951 году — комендантом Штабного колледжа в Кемберли.
- 1955—1957 годах — командующий британским контингентом в Восточной Африке,
- 1957—1960 годах — генеральный директор управления военной подготовки в военном министерстве,
- 1960—1961 годах — глава Восточного командования британской армии,
- 1961—1965 годах — генерал-квартирмейстер вооруженных сил Великобритании,
- 1965—1969 годах — губернатор Гибралтара.

В 1969 году вышел в отставку.